# Tovrljane
Tovrljane (cyr. Товрљане) – wieś w Serbii, w okręgu toplickim, w mieście Prokuplje. W 2011 roku liczyła 51 mieszkańców.